# Jakiri
Jakiri è un centro abitato del Camerun, situato nella Regione del Nordovest.